# Karl-Friedrich Fuchs
Karl-Friedrich Fuchs (* 13. November 1921 in Einsiedel; † 29. Januar 1998) war ein deutscher Journalist und Funktionär der DDR-Blockpartei Christlich-Demokratische Union. Er war von 1971 bis 1973 Chefredakteur des CDU-Zentralorgans Neue Zeit.

## Leben
Fuchs kämpfte als Angehöriger der Luftwaffe als Pilot im Zweiten Weltkrieg. Nach dem Ende des Kriegs trat er 1945 in die CDU ein. Im selben Jahr begann er bei verschiedenen Zeitungen der CDU seine journalistische Tätigkeit. Bis 1950 war er unter anderem als Korrespondent tätig und veröffentlichte einige Kinderbücher. 1950/51 absolvierte er ein Volontariat.
Von 1952 bis 1957 war Fuchs Chefredakteur der Tageszeitung Märkische Union, die in Brandenburg mit einer Auflage von etwa 40 000 Exemplaren erschien. Gleichzeitig wurde er Chef vom Dienst beim CDU-Zentralorgan, der Tageszeitung Neue Zeit, die mit einer Auflage von 200 000 Exemplaren in der gesamten DDR erschien.
Von 1957 bis 1960 gehörte Fuchs einer Delegation des Verbandes der Deutschen Presse (VDP) an, die 1958 Sofia besuchte.
Von 1960 bis 1971 war Fuchs Chefredakteur der Tageszeitung DIE UNION in Dresden. Zugleich übte er in diesem Zeitraum die Funktion des Chefredakteurs der Märkischen Union mit dem Verlagsort Potsdam aus. Im Juli 1971 wurde Fuchs, als Nachfolger von Hermann Kalb, Chefredakteur der Neuen Zeit und blieb dies bis 1973. Im Juli 1973 wechselte Fuchs wieder als Chefredakteur zur Tageszeitung DIE UNION. In dieser Funktion wurde er 1974 von Dieter Eberle abgelöst. Er war danach bis 1986 erneut Chefredakteur der „Berliner Redaktion der CDU-Presse“ mit Sitz im Verlag Neue Zeit.
In den Jahren 1972/73 gehörte Fuchs dem Sekretariat des Hauptvorstands der CDU und von 1972 bis 1977 dem Zentralvorstand des Verbandes der Journalisten der DDR an.

## Schriften (Auswahl)
- Mit den Augen eines Kindes, Leipzig 1948.
- Der Ausweg, Stuttgart 1952.
- Anschlag auf Berta III., Stuttgart 1955.